# Thế vận hội Zappas
Thế vận hội Zappas (tiếng Hy Lạp: Ζάππειες Ολυμπιάδες), còn được gọi đơn giản là Thế vận hội (tiếng Hy Lạp: Ολύμπια, Olympia) vào thời điểm đó, là một chuỗi bốn cuộc thi thể thao được tổ chức tại Athens từ năm 1859 đến năm 1889 và được doanh nhân Hy Lạp Evangelis Zappas tài trợ. Đây là một trong những sự hồi sinh đầu tiên của Thế vận hội Olympic cổ đại trong kỷ nguyên hiện đại. Thành công của chúng đã tạo thêm nguồn cảm hứng cho William Penny Brookes ở Anh, người đã tổ chức các sự kiện thể thao bắt đầu từ năm 1850 và các thế vận hội của Ủy ban Olympic Quốc tế từ năm 1896.
Zappas đã có sự đóng góp quan trọng trong quá trình này: không chỉ tổ chức các cuộc thi đấu theo sáng kiến của riêng mình, ông còn cung cấp kinh phí cho việc dàn dựng các trận đấu, cũng như để xây dựng cơ sở hạ tầng cần thiết, bao gồm cả việc tân trang sân vận động Panathinaiko, nơi tổ chức các Thế vận hội năm 1870 và 1875. Cũng chính tại sân vận động này, Thế vận hội Olympic đầu tiên năm 1896, Thế vận hội Olympic năm 1906, các môn bắn cung và marathon tại Thế vận hội Olympic 2004 sẽ được tổ chức.

## Phục hưng Thế vận hội

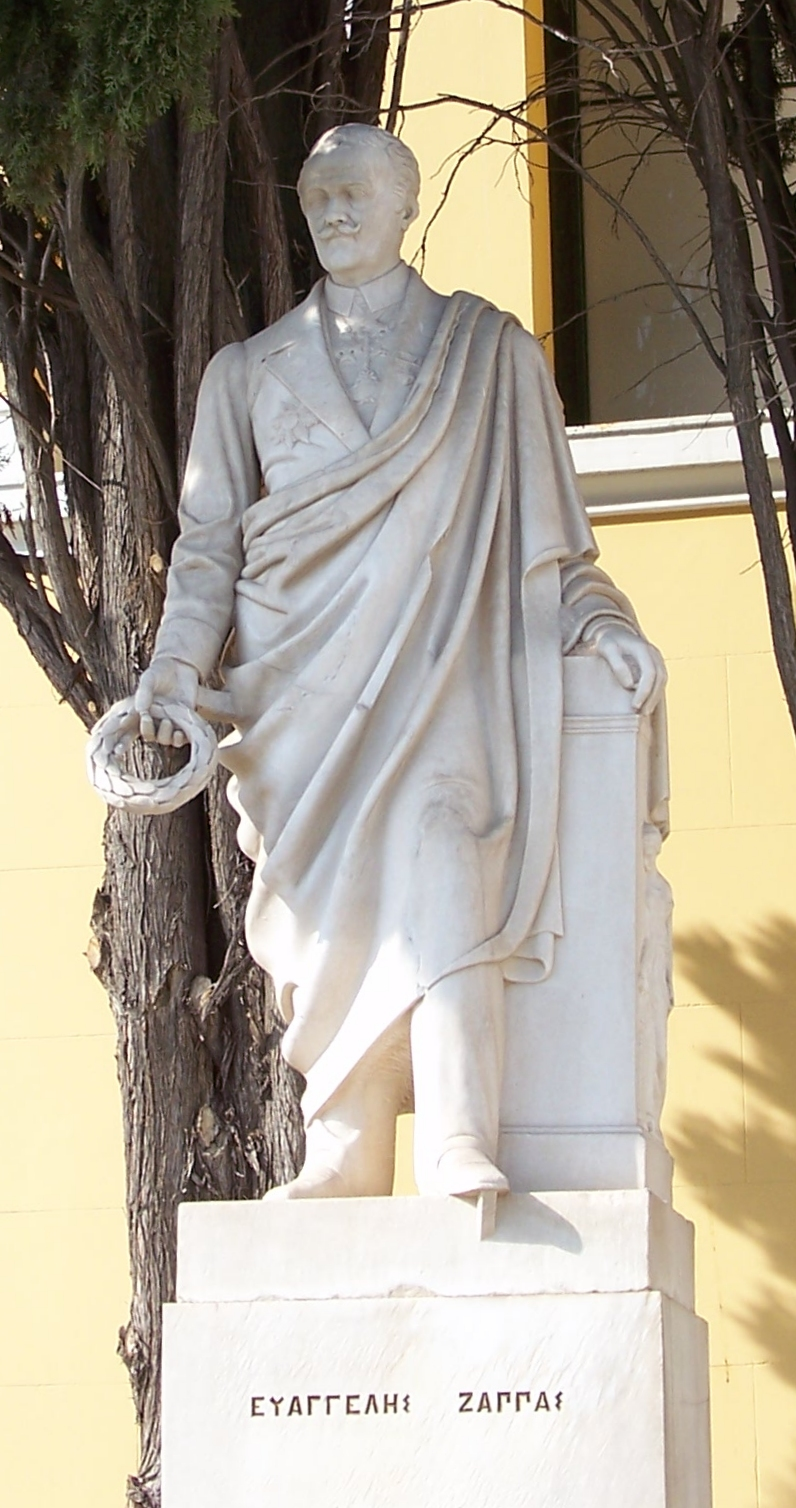
Tượng Evangelos Zappas, nhà tài trợ của Thế vận hội (tạc bởi Ioannis Kossos).

Các tài liệu tham khảo lẻ tẻ về sự hồi sinh của Thế vận hội Olympic cổ đại được đưa ra bởi nhiều nhân vật khác nhau trong thế kỷ 19, lấy cảm hứng từ một mức độ nhất định của chủ nghĩa lãng mạn. Trong bài thơ Đối thoại của người chết năm 1833, biên tập viên Panagiotis Soutsos của một tờ báo Hy Lạp đã sử dụng Thế vận hội Olympic như một biểu tượng của truyền thống Hy Lạp cổ đại. Ngay sau đó, ông đã đề xuất một cách rõ ràng việc hồi sinh các cuộc thi đấu thể thao bởi nhà nước Hy Lạp mới thành lập, thậm chí còn gửi một thư báo về điều này cho chính phủ vào năm 1835. Đề xuất của ông đã được vua Otto của Hy Lạp chấp nhận, nhưng trong sự kiện này, không có gì được thực hiện, bất chấp cuộc vận động dai dẳng của Soutsos trong hai mươi sáu năm sau đó.
Năm 1852, nhà khảo cổ học người Đức Ernst Curtius cũng tuyên bố rằng các sự kiện Olympic sẽ được hồi sinh. Evangelis Zappas, một doanh nhân thành đạt và là thành viên của cộng đồng người gốc Hy Lạp ở Romania, được Soutsos truyền cảm hứng và quyết tâm phục hưng truyền thống cổ xưa này thông qua nỗ lực và nguồn lực của chính mình. Đầu năm 1856, Zappas gửi một lá thư qua đường ngoại giao tới vua Otto của Hy Lạp, đề nghị tài trợ toàn bộ dự án phục hưng Olympic, đồng thời cung cấp giải thưởng tiền mặt cho những người chiến thắng. Tuy nhiên, sáng kiến này vẫn bị phản đối. Một bộ phận các chính trị gia Hy Lạp (đặc biệt là Charilaos Trikoupis và Stephanos Dragoumis) có niềm tin rộng rãi rằng các cuộc thi đấu thể thao chỉ là sự quay ngược lại thời cổ đại. Họ lo sợ rằng Hy Lạp sẽ có vẻ nguyên thủy trong số các quốc gia hàng đầu của châu Âu nếu nó hồi sinh, như họ tuyên bố, một lễ hội cổ hủ và ngoại giáo. Đặc biệt, bộ trưởng ngoại giao Hy Lạp và lãnh đạo phong trào vận động hành lang chống thể thao bảo thủ ở Athens, Alexandros Rangavis, đã đề xuất một cuộc triển lãm công nghiệp và nông nghiệp thay vì một sự kiện thể thao:
| “ | Tôi cảm ơn Zappas vì [...] ý tưởng tuyệt vời của ông ấy; nhưng cũng nói với ông rằng thời thế đã thay đổi kể từ thời cổ đại. Ngày nay, các quốc gia không trở nên phân biệt khi có những vận động viên chạy giỏi nhất, mà là những nhà vô địch trong lĩnh vực công nghiệp, thủ công và nông nghiệp. Tôi gợi ý rằng ông nên thành lập [...] Thế vận hội Olympic về lĩnh vực công nghiệp. | ” |

Chính phủ Hy Lạp đã không chính thức trả lời về vấn đề này trong nhiều tháng. Vào tháng 7 năm 1856, một bài báo của Hy Lạp bởi Panagiotis Soutsos đã giúp những nỗ lực của Zappas được công chúng biết đến rộng rãi. Cuối cùng, Otto đã đồng ý về các cuộc thi đấu trong khoảng thời gian bốn năm, nhân dịp triển lãm công nghiệp và nông nghiệp, và cho phép tổ chức các sự kiện thể thao với sự tài trợ hoàn toàn của Zappas. Do đó, Zappas đã cung cấp các khoản tiền cần thiết cho chính phủ Hy Lạp để thành lập Quỹ Ủy thác Olympic.

## Các Thế vận hội

### Thế vận hội năm 1859

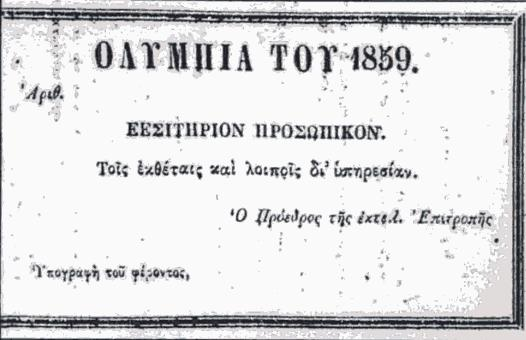
Vé tham gia Thế vận hội Zappas đầu tiên năm 1859

Vào ngày 15 tháng 11 năm 1859, sự hồi sinh hiện đại đầu tiên của Thế vận hội đã diễn ra tại Athens. Do việc cải tạo sân vận động Panathinaiko cổ đại vẫn chưa hoàn thành, các trận đấu được tổ chức tại quảng trường Loudovikou ở Athens (nay mang tên Koumoundourou). Mặc dù chúng có thể được coi là Thế vận hội Olympic đầu tiên của truyền thống hiện nay, nhưng nó còn thiếu nhiều tính chất quốc tế. Chúng có đặc điểm dân tộc rõ ràng, vì những vận động viên chỉ là người Hy Lạp, đến từ bên trong nhà nước Hy Lạp độc lập và cộng đồng người Hy Lạp ở Đế quốc Ottoman. Các vận động viên tranh tài ở nhiều môn khác nhau, tương tự như các môn thi đấu của Olympic cổ đại: chạy, ném đĩa, ném lao, đấu vật, nhảy và leo cột.
Những người tham dự bao gồm nhà vua, các quan chức và các chức sắc khác trên các hàng ghế, cũng như một nửa cư dân của Athens trên khán đài. Vì đây là một trong những cuộc tụ tập đông người đầu tiên trong lịch sử hiện đại của thành phố, nên cả người dân và cảnh sát đều không có bất kỳ kinh nghiệm nào trước đây về việc duy trì trật tự tại một sự kiện như vậy. Báo chí thời điểm đó ca ngợi tích cực Thế vận hội, nhưng họ cũng chỉ ra rằng đây là một nỗi thất vọng cho hàng nghìn người Athens, những người không thể nhìn thấy gì từ khán đài phía sau và những người không hiểu sự kiện này. Địa điểm này cũng không phù hợp cho các môn thể thao và thời tiết quá lạnh. Hơn nữa, cuộc thi thể thao mang tính chất trò chơi hơn là thể thao: do các đối thủ không phải là những cá nhân nghiêm túc cống hiến cho môn thể thao nên Ban tổ chức chấp nhận sự tham gia của những người lao động, bốc vác, v.v., những người bị thu hút bởi các giải thưởng bằng tiền của trò chơi. Theo báo chí thời đó, nhiều tình tiết hài hước đã xảy ra trong các trận đấu: chẳng hạn, một cảnh sát, người được giao nhiệm vụ trông chừng đám đông, đã rời bỏ vị trí của mình và tham gia các cuộc đua. Ngay cả một người ăn xin giả vờ bị mù cũng tham gia.
Ủy ban tổ chức Thế vận hội Olympic Wenlock, được coi là đứa con tinh thần của bác sĩ phẫu thuật người Anh William Penny Brookes, đã gửi 10 bảng Anh đến Athens để trao giải thưởng cho vận động viên xuất sắc nhất trong cuộc đua dài nhất tại Thế vận hội Olympic. Giải thưởng Wenlock là giải thưởng lớn nhất được đề nghị và đã được Petros Velissarios của Smyrna, một người Hy Lạp đến từ Đế quốc Ottoman, giành được.

### Thế vận hội năm 1870

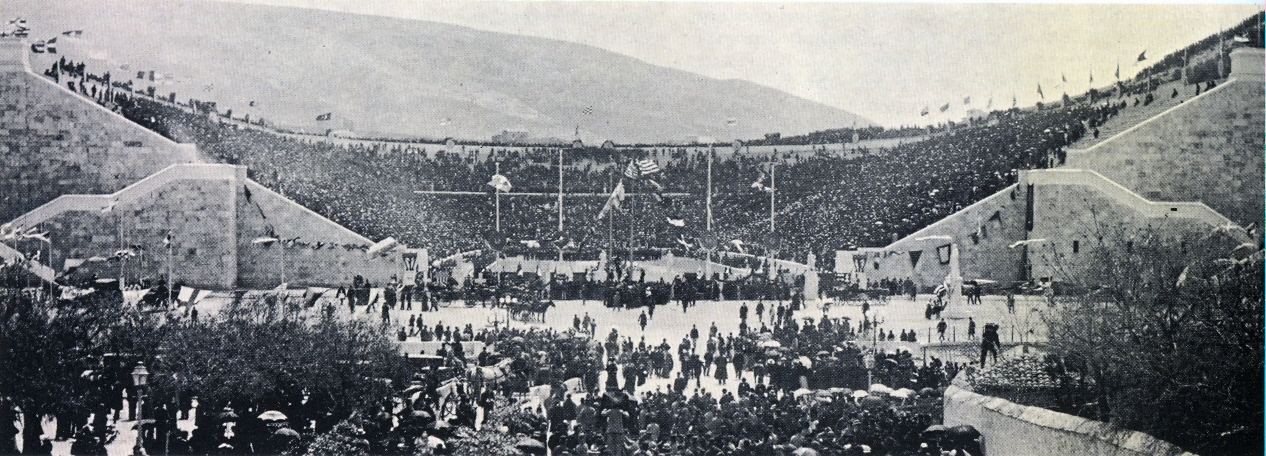
Sân vận động Panathinaiko trong ngày đầu tiên của Thế vận hội năm 1896.

Evangelis Zappas dự định khôi phục các Thế vận hội Olympic và tài trợ cho những sự kiện này trong tương lai, nhưng ông đã qua đời năm 1865. Dù vậy, ông đã để lại một tài sản khổng lồ, cho cả việc xây dựng các cơ sở lâu dài ở thủ đô Hy Lạp lẫn việc tiếp tục Thế vận hội Olympic trong khoảng thời gian 4 năm. Vào tháng 7 năm 1869, ngày diễn ra Thế vận hội 1870 được công bố, sau đó là các kế hoạch tổ chức và đề xuất về các sự kiện sẽ bao gồm. Ủy ban đã trả tiền cho các vận động viên tham gia để trải qua ba tháng đào tạo trước Thế vận hội. Buổi tập này diễn ra trong sân vận động Panathinaiko, đã được dọn dẹp và san phẳng vào thời điểm đó.
Thế vận hội năm 1870 diễn ra giống như cuộc tập luyện trong sân vận động Panathinaiko, được khai quật, trùng tu và cung cấp những chiếc ghế dài bằng gỗ để có thể chứa 30.000 người, một con số khổng lồ vào thời điểm đó. Nhìn chung cuộc thi đấu được tổ chức tốt hơn rất nhiều và các vận động viên đều mặc đồng phục, với trang phục thể thao và đi dép màu da. Vào ngày 1 tháng 11, Thế vận hội chính thức khai mạc, nhưng các sự kiện thể thao đã bị hoãn lại đến ngày 15 tháng 11 do thời tiết xấu, điều này cũng buộc phải hủy bỏ tất cả các sự kiện hàng hải, đua ngựa và bắn súng. Các vận động viên bao gồm các công dân Hy Lạp, cũng như các dân tộc Hy Lạp từ Đế quốc Ottoman và Crete (khi đó là một quốc gia bán độc lập dưới quyền thống trị của Ottoman). Khoảng 20.000 đến 25.000 khán giả đã đến xem 31 vận động viên trước đó đã đủ điều kiện thi đấu trong nhiều sự kiện khác nhau. Trước khi cuộc thi bắt đầu, các vận động viên được yêu cầu tuyên thệ rằng họ sẽ thi đấu một cách công bằng. Đồng thời, Thế vận hội bao gồm một cuộc thi về nghệ thuật.
Như năm 1859, người chiến thắng nhận được giải thưởng tiền mặt; Ngoài ra, ba người có thành tích tốt nhất nhận được vòng hoa ô liu, những cành ô liu và nguyệt quế nhỏ. Có một ban nhạc đã chơi một bài Thánh ca Olympic, được sáng tác đặc biệt cho dịp này. Các giám khảo là các giáo sư của Đại học Athens, và có một người công bố những vận động viên chiến thắng. Vua George I đã trao giải thưởng cho những người chiến thắng khi bài hát được phát.
Thế vận hội năm 1870 được đánh giá là một thành công vang dội và báo chí đã ca ngợi cả về sự tổ chức xuất sắc lẫn những thành tựu của Thế vận hội.

### Thế vận hội năm 1875

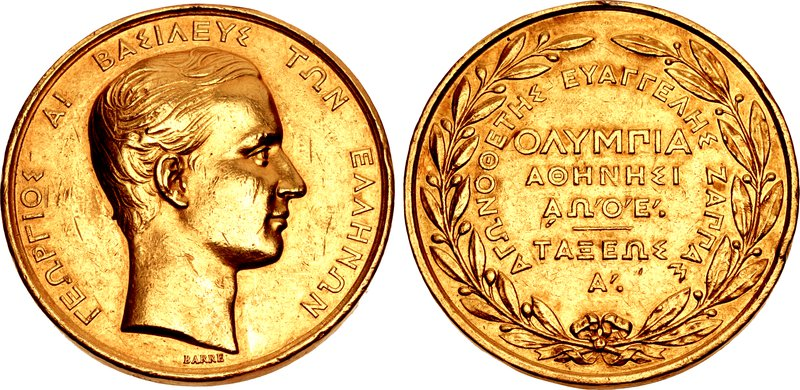
Huy chương vàng tại Thế vận hội 1875

Kế hoạch cho Thế vận hội năm 1875 bắt đầu vào năm 1871, và vào năm 1873, công trình Zappeion đã được xây dựng. Thế vận hội lần thứ 3 được tổ chức bởi Giám đốc Nhà thi đấu Công cộng, Ioannis Fokianos. Fokianos tin tưởng mạnh mẽ rằng lý tưởng thể dục sẽ phát triển từ các tầng lớp thượng lưu, thông qua các tầng lớp có học thức và có văn hóa. Vì lý do đó, ông đã loại trừ tất cả những người tham gia trừ sinh viên đại học. Tất cả những học sinh này đã được huấn luyện tại Phòng tập Thể dục Công cộng ở Athens trong một loạt các bài tập thể dục do Fokianos giới thiệu và lấy cảm hứng từ hệ thống thể dục dụng cụ của Đức.
Trang phục của các vận động viên là quần trắng và áo sơ mi trắng với một sọc xanh lớn, cho đến năm 1896, đó là đồng phục chính thức của  môn thể dục dụng cụ.
Các trận đấu này được tổ chức cùng lúc với một hội chợ có sự tham gia của 1.200 nhà triển lãm Hy Lạp và 72 nhà triển lãm nước ngoài. Hoàng gia Hy Lạp không tham dự. Không có đủ chỗ cho đám đông tham dự, nhưng cuối cùng họ đã lấp đầy các khán đài của sân vận động. Sự bất mãn xảy ra sau đó, và Fokianos bị coi là phải chịu trách nhiệm mặc dù ông đã rất nỗ lực trong công tác huấn luyện. Báo chí chỉ trích nặng nề Thế vận hội không chỉ vì sự thiếu tổ chức mà còn vì ban tổ chức đã truất quyền thi đấu của các tầng lớp lao động. Fokianos trở nên chán nản đến mức ông đã từ chức lãnh đạo chung của Thế vận hội. Tuy nhiên, cuộc thi nghệ thuật của Thế vận hội được đánh giá là đã thành công rực rỡ: 25 nhà soạn nhạc đã giành được giải thưởng về âm nhạc, 25 nhà điêu khắc và họa sĩ được vinh danh.

### Thế vận hội năm 1888–89

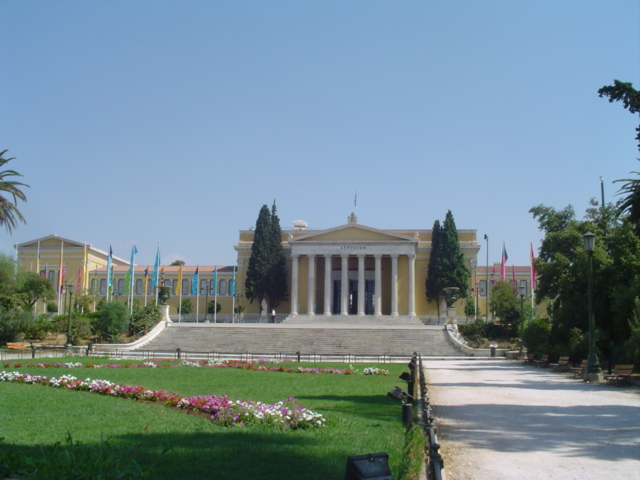
Mặt trước của trung tâm triển lãm Zappeion, cách sân vận động Panathinaiko một đoạn đi bộ ngắn.

Sau một thời gian dài kiện tụng giữa chính phủ Hy Lạp và một nhóm người thân của Zappas về các di chúc của ông, Konstantinos Zappas đã đảm bảo việc thực hiện di chúc của Evangelos Zappas. Chính phủ Hy Lạp đã sử dụng tiền của Zappas để hoàn thành Gymnasterion, một phòng tập thể dục trung tâm, vào năm 1878. Công trình này có mục đích tiếp tục công việc của trung tâm triển lãm Zappeion, đã bắt đầu vào năm 1873 và thường xuyên bị gián đoạn. Zappeion chính thức khai mạc vào ngày 20 tháng 10 năm 1888. Như vào năm 1875, Fokianos phụ trách các sự kiện thể thao (nhưng độc lập với Ủy ban Olympic trước đó), nhưng chúng đã bị hoãn lại cho đến ngày 30 tháng 4 năm 1889. Các Thế vận hội này chỉ được tổ chức bởi Fokianos. Ba mươi vận động viên đã thi đấu ở nhiều môn khác nhau bao gồm ném đĩa, nhảy sào dài, cử tạ, leo cột, leo dây. Tất cả những người tham gia đều mặc áo khoác như nhau.
Một sắc lệnh hoàng gia, được ký bởi Thái tử Constantine và Bộ trưởng ngoại giao Stephanos Dragoumis vào năm 1890, thông báo rằng Thế vận hội Olympic sẽ được phục hồi trong khoảng thời gian bốn năm, kể từ năm 1888. Thế vận hội tiếp theo được chính thức lên kế hoạch cho năm 1892, nhưng đã không diễn ra do chính phủ Hy Lạp tuyên bố thiếu kinh phí. Trong trường hợp này, sân vận động Panathinaiko sẽ được sử dụng để tổ chức Thế vận hội Olympic vào năm 1896, lần đầu tiên được tổ chức dưới sự bảo trợ của Ủy ban Olympic Quốc tế.

## Hệ quả và ảnh hưởng đến sự khôi phục của Thế vận hội
Bác sĩ người Anh William Penny Brookes đã khởi xướng một phong trào thể thao ở Vương quốc Anh, thành lập Thế vận hội Olympic Wenlock vào năm 1850. Bác sĩ Brookes đã kế tục một sự kiện từ chương trình của Đại hội thể thao Zappas năm 1859 và bao gồm môn "ném lao vào mục tiêu" trong Đại hội thể thao Olympic Wenlock 1861. Người đầu tiên được liệt vào danh sách danh dự của Hiệp hội Vận động viên Wenlock là Smyrniot Petros Velissariou, người đã thi đấu tại Thế vận hội Olympic Athens 1859 ở môn chạy cự ly và đã giành được giải thưởng do Ủy ban Hiệp hội Vận động viên Wenlock trao tặng. Brookes là người đầu tiên đề xuất tổ chức Thế vận hội quốc tế được tại Athens, khác với Thế vận hội các năm 1859, 1870 và 1875, phản ánh Thế vận hội cổ đại khi chúng bị đóng cửa với tất cả mọi người trừ các đối thủ nói tiếng Hy Lạp. Bất chấp những lời cầu xin dai dẳng của ông về hành động với chính phủ Hy Lạp, các đề xuất của ông đã không được chấp thuận. Tuy nhiên, nhiều ý tưởng mà Tiến sĩ Brookes sử dụng trong Thế vận hội Wenlock Olympian sau đó đã được Nam tước Pierre de Coubertin áp dụng.
Di sản của Zappas đối với sự hồi sinh của Thế vận hội Olympic, cùng với Soustos, Brookes và sau đó là Coubertin, được coi là rất quan trọng. Ngoài ra, sân vận động Panathinaiko, được tân trang lại, đã tiếp tục tổ chức các sự kiện trong Thế vận hội Olympic năm 1896, 1906 và 2004, trong khi Zappeion tổ chức các sự kiện đấu kiếm vào năm 1896, là địa điểm của Làng Olympic đầu tiên vào năm 1906, và được sử dụng làm trung tâm truyền thông trong Thế vận hội Olympic 2004 ở Athens.